# Lūcija Garūta
Lūcija Garūta (Riga, 14 de maig de 1902 - Riga, 15 de febrer de 1977) fou una compositora i pianista de procedència letona.

## Biografia
Lucija Garuta va néixer a Riga (Letònia). Des del 1919 fins al 1925, va estudiar al Conservatori de Letònia amb el professor de piano Jāzeps Vītols i d'altres com Jānis Mediņš, Jēkabs Mediņš i Jēkabs Kārkliņš. Durant els seus estudis va ser la pianista repertorista a l'Òpera Nacional de Letònia. Després de la seva graduació, va treballar a la Ràdio de Riga de 1925 a 1926. El 1926 va accedir al càrrec de professora de teoria musical i piano a l'Escola de Música de Medina Jāzepa. Va continuar els seus estudis de piano amb Alfred Cortot, Isidor Philipp i Paul Le Flem i el 1928 va estudiar composició amb Paul Dukas al Paris Escola Normal de Música.
A París va continuar els estudis de piano amb Alfred Cortot (1926) i els de composició amb Paul Dukas (1928).
El 1939 va ser membre de la junta directiva de la música de Letònia. Entre els anys 1920 i 1930, Lucija Garuta va ser una de les pianistes més actives, tant com a solista com a acompanyant, actuant a Riga i arreu de Letònia.
A partir de 1940, va ser professora de teoria musical i composició al Conservatori Estatal de Letònia, arribant a ser professora (1973). Com a compositora, Garuta es va concentrar en música programàtica concebuda a la manera postromàntica i de Skriabin.
El 1940 Garuta va aconseguir ensenyar composició i teoria musical al Conservatori de Letònia, i el 1960 va ser escollida a professora fixa. La malaltia va acabar la seva carrera artística, però ella va continuar ensenyant. Lucija Garuta va morir el 1977 i va ser enterrada al cementiri de Riga.
En general, Garuta va tocar amb més de 100 músics en concerts de música de cambra.Tant com a solista i acompanyant, va actuar en nombrosos concerts a Letònia i a l'estranger.

## Composicions
Els treballs seleccionats inclouen:
1. Dievs, tava zeme graus! (Déu, la teva terra està cremant!) (1943) per a solistes, cor i orgue.
2. Concert per a piano en fa sostingut menor (1952)
3. Preludi per a piano en do sostingut menor.
4. Preludi per a piano en Mi major
5. Errant Tranquillo: trio de piano en Si M.

Les seves obres han estat gravades i emeses en els mitjans de comunicació, incloent:
1. Cantates de Letònia patriòtic, CD d'àudio (18 de maig de 1999), Riga enregistrament, ASIN: B00000J8QK
2. Dievs, Tava zeme graus! (1 de gener de 2003) Bàltic Records Group, ASIN: B000QZX3VM

### Dievs, tava zeme graus!(Déu, la teva terra està cremant!)
La cantanta Dievs, tava zeme graus! (Déu, la teva terra està cremant!) va ser composta per Garuta l'any 1943. Forma part del cànon cultural de Letònia i està reconeguda com una de les peces musicals letones més importants de tots els temps. Una cinta de la seva estrena el 15 de març 1944 (durant la Segona Guerra Mundial) va capturar els sons de la batalla fora de la catedral de Riga. La lletra va ser escrita per Andrejs Eglītis per a un concurs amb el tema "l'oració de Letònia a Déu."  L'estrena va comptar amb cors van congregar realitzades per Teodors reiters, mentre la compositora tocava l'òrgan de tubs catedral de Riga. La cantata va ser prohibida sota el control soviètic de Letònia i va ser restablert el 1990 al Festival de la Cançó de Letònia 20 amb més de deu mil cantants.